# 19425 Nicholasrapp
19425 Nicholasrapp è un asteroide della fascia principale. Scoperto nel 1998, presenta un'orbita caratterizzata da un semiasse maggiore pari a 2,4468996 UA e da un'eccentricità di 0,1729252, inclinata di 5,26934° rispetto all'eclittica.